# Crossandra raripila
Crossandra raripila är en akantusväxtart som beskrevs av Raymond Benoist. Crossandra raripila ingår i släktet Crossandra och familjen akantusväxter. Inga underarter finns listade i Catalogue of Life.